# Eutelie

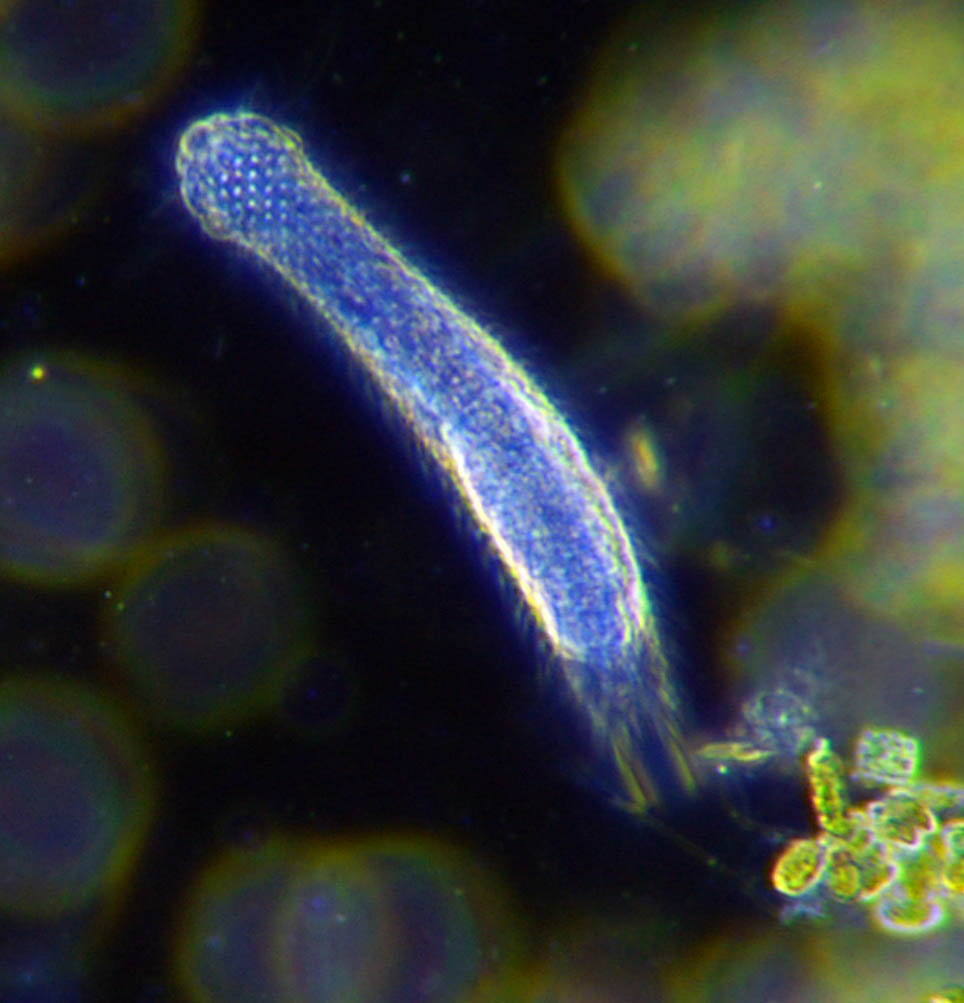
Een volwassen buikharige, met cellen zichtbaar aan de oppervlakte. Verdere groei zal alleen plaatsvinden door middel van celvergroting.

Eutelie of celconstantie is een eigenschap van meercellige organismen dat ervoor zorgt dat het organisme – in een volgroeid stadium – uit een vast aantal somatische cellen bestaat. Het exacte aantal cellen dat het organisme maximaal kan vormen ligt genetisch vast en verschilt per soort. De meeste eutelische organismen zijn microscopisch: voorbeelden zijn de beerdiertjes, raderdieren, mantelvisjes, rhombozoa en nematoden.
De ontwikkeling van een eutelisch organisme verloopt door middel van mitotische celdelingen totdat het een volwassen stadium bereikt. Verdere groei is mogelijk, maar gebeurt dan uitsluitend door toename van celgrootte. In nematoden is ook het aantal celkernen invariabel; groei van individuele cellen vindt plaats door wateropname. Biologen hebben vastgesteld dat het modelorganisme C. elegans eutelisch is: mannetjes hebben exact 1031 cellen, hermafrodieten 959.